# Michael Cacoyannis
Michael Cacoyannis (în greacă Μιχάλης Κακογιάννης, transliterat: Mihalis Kakogiannis; n. 11 iunie 1922, Limassol, British Cyprus⁠(d) – d. 25 iulie 2011, Atena, Grecia) a fost un regizor cipriot grec, cel mai bine cunoscut pentru filmul Zorba Grecul (1964). El a regizat în 1983 spectacolul muzical de pe Broadway inspirat de acest film. O mare parte din opera sa își are originea în textele clasice, mai ales cele ale tragedianului grec Euripide. El a fost nominalizat de cinci ori pentru un Premiu Oscar, un record pentru orice artist cipriot. El a primit nominalizări pentru premiile de cel mai bun scenariu adaptat, cel mai bun regizor și cel mai bun film pentru Zorba Grecul și două nominalizări la categoria cel mai bun film străin pentru Electra și Ifigenia.

## Viața
Cacoyannis s-a născut în 1922 la Limassol, Cipru. Tatăl său, Sir Panayotis Loizou Cacoyannis, a fost înnobilat în anul 1936 de către guvernul Marii Britanii pentru serviciile publice aduse în Cipru.
În 1939 el a fost trimis de tatăl său la Londra pentru a deveni avocat. A absolvit Facultatea de Drept și s-a alăturat BBC World Service, devenind coordonator al noului său serviciu pentru Cipru. Adjuncta sa a fost Beba Clerides, sora pilotului de vânătoare RAF și viitorul președinte al Ciprului, Glafkos Clerides. Cu toate acestea, după producerea programelor în limba greacă pentru BBC World Service în timpul celui de-al Doilea Război Mondial, el a ajuns la școala Old Vic și s-a bucurat acolo de o scurtă carieră teatrală sub numele Michael Yannis, înainte de a începe să lucreze la filme. Având probleme în a găsi un post de regizor în industria britanică de film, Cacoyannis s-a mutat în Grecia și în 1953 a realizat primul său film, Windfall in Athens.
I s-a oferit șansa să-i îndrume pe Elizabeth Taylor și Marlon Brando în filmul Imagini într-un ochi de aur, dar el a refuzat. Între 1959 și 1967 a avut o relație cu Yael Dayan, o autoare și politiciană progresistă israeliană. Cacoyannis a tradus în limba greacă unele din piesele Antoniu și Cleopatra, Coriolan și Hamlet ale lui Shakespeare, precum și în limba engleză piesa Bacantele a lui Euripide.
Michael Cacoyannis a murit pe 25 iulie 2011, la Atena, în vârstă de 90 de ani.

## Filmografie
- 1954 Trezirea de duminică (Kyriakatiko xypnima): regizor, scenarist
- 1955 Stella : regizor, scenarist, producător
- 1956 Fata în negru (To koritsi me ta mavra): regizor, scenarist
- 1957 O problemă de demnitate (To telefteo psemma) (): regizor, scenarist, producător
- 1960 Ultimaq noastră primăvară (Our Last Spring): regizor, scenarist, producător
- 1961 Epava (Il Relitto) : regizor, scenarist
- 1962 Electra: regizor, scenarist, producător
- 1964 Zorba Grecul (Alexis Zorbas): regizor, scenarist, producător
- 1967 Ziua în care vin peștii (The Day the Fish Came Out / Otan ta psaria vgikan sti steria): regizor, scenarist, producător
- 1971 Troienele (The Trojan Women): regizor, scenarist, producător
- 1974 The Story of Jacob and Joseph film TV, regizor
- 1975 Atttila 74 (Attilas '74): regizor, producător
- 1977 Ifigenia (Ιφιγένεια) : regizor, scenarist
- 1986 Sweet Country (Glykeia patrida) (): regizor, scenarist, producător
- 1993 Up, Down and Sideways (Pano kato ke plagios): regizor, scenarist, producător
- 1999 Livada cu vișini (The Cherry Orchard): regizor, scenarist, producător

## Premii și nominalizări
Festivalul de Film de la Cannes
- 1954: Palme d'Or pentru "Windfall in Athens" – nominalizat
- 1955: Palme d'Or pentru "Stella" – nominalizat
- 1956: Palme d'Or pentru "O fată în negru" – nominalizat
- 1957: Palme d'Or pentru "A Matter of Dignity" – nominalizat
- 1961: Palme d'Or pentru "The Wastrel" – nominalizat
- 1962: Palme d'Or pentru "Elektra" – nominalizat[19]
- 1962: Marele Premiu al Juriului pentru "Elektra" – câștigător[19]
- 1962: Premiul Tehnic pentru "Elektra" – câștigător[19]
- 1977: Palme d'Or pentru "Ifigenia" – nominalizat

Festivalul Internațional de Film de la Berlin
- 1960: Ursul de Aur pentru "Our Last Spring" – nominalizat[20]
- 1963: Premiul David O. Selznick pentru "Elektra" – câștigător

Premiul Academiei Americane de Film (Oscar)
- 1963: Cel mai bun film străin pentru "Elektra" – nominalizat[21]
- 1964: Cel mai bun film pentru "Zorba Grecul" – nominalizat
- 1964: Cel mai bun regizor pentru "Zorba Grecul" – nominalizat
- 1964: Cel mai bun scenariu adaptat pentru "Zorba Grecul" – nominalizat
- 1977: Cel mai bun film străin pentru "Ifigenia" – nominalizat[22]

Globul de Aur
- 1956: Cel mai bun film străin pentru "Stella" – câștigător
- 1957: Cel mai bun film străin pentru "O fată în negru" – câștigător
- 1965: Cel mai bun regizor pentru "Zorba Grecul – nominalizat

Premiul Academiei Britanice de Film (BAFTA)
- 1966: Cel mai bun film "Zorba Grecul" – nominalizat
- 1966: Premiul ONU pentru "Zorba Grecul" – nominalizat

New York Film Critics
- 1964: Cel mai bun film pentru "Zorba Grecul" – nominalizat
- 1964: Cel mai bun regizor pentru "Zorba Grecul" – nominalizat
- 1964: Cel mai bun scenariu pentru "Zorba Grecul" – nominalizat

Premiul David di Donatello
- 1964: Placheta specială pentru "Zorba Grecul" – câștigător

Festivalul de Film de la Salonic
- 1960: Premiul pentru contribuție specială – câștigător
- 1961: Cel mai bun regizor pentru "Our Last Spring" – câștigător
- 1962: Cel mai bun film pentru "Elektra" – câștigător
- 1962: Cel mai bun regizor pentru "Elektra" – câștigător
- 1977: Cel mai bun film pentru "Ifigenia" – câștigător
- 1999: Premiul Uniunii Tehnicienilor de Film și Televiziune pentru "Livada de vișini" – câștigător

Festivalul de Film de la Moscova
- 1956: Medalia de Argint pentru "O fată în negru" – câștigător

Festivalul de Film de la Edinburgh
- 1954: Diploma de Merit pentru "Windfall in Athens" – câștigător
- 1962: Diploma de Merit pentru "Elektra" – câștigător

Festivalul de Film Mondial de la Montreal
- 1999: Premiul pentru contribuție specială – câștigător

Festivalul de Film de la Ierusalim
- 1999: Premiul pentru întreaga carieră – câștigător

Festivalul Internațional de Film de la Cairo
- 2001: Premiul pentru întreaga carieră – câștigător